# ألكسندر باينز
ألكسندر باينز (بالإنجليزية: Alexander Pines)(من مواليد 22 يونيو 1945) هو كيميائي أمريكي. وهو أستاذ فخري لدى جلين تي سيبورج، بجامعة كاليفورنيا في بيركلي، وأستاذ فخري للمستشار وأستاذ بكلية الدراسات العليا بجامعة كاليفورنيا في بيركلي، وعضو في معهد كاليفورنيا للعلوم البيولوجية الكمية (QB3) وقسم الهندسة الحيوية. ولد في عام 1945، ونشأ في بولاوايو في جنوب روديسيا (زيمبابوي الآن) ودرس الرياضيات والكيمياء في إسرائيل في الجامعة العبرية في القدس. عند وصوله إلى الولايات المتحدة في عام 1968، حصل باينز على درجة الدكتوراة. في الفيزياء الكيميائية في معهد ماساتشوستس للتكنولوجيا في عام 1972 وانضم إلى كلية UC بيركلي في وقت لاحق من ذلك العام.